# Thomas Lurz
Thomas Lurz (Würzburg, 28 november 1979) is een Duitse zwemmer. Hij vertegenwoordigde zijn vaderland op de Olympische Zomerspelen 2004 in Athene, Griekenland, Olympische Zomerspelen 2008 in Peking, China en de Olympische Zomerspelen 2012 in Londen Verenigd Koninkrijk.

## Zwemcarrière
Lurz maakte zijn internationale debuut op de WK zwemmen 2001 in Fukuoka, Japan. Op de EK zwemmen 2002 in Berlijn, Duitsland veroverde de Duitser de zilveren medaille op de 5 kilometer, op de 10 kilometer werd hij vierde. Op de EK kortebaan 2002 in Riesa, Duitsland eindigde hij als vijfde op de 1500 meter vrije slag. Tijdens de WK zwemmen 2003 in Barcelona, Spanje strandde Lurz in de series van de 1500 meter vrije slag. Op de EK kortebaan 2003 in Dublin, Ierland bereikte Lurz de vierde plaats op de 1500 meter vrije slag. Tijdens de Olympische Zomerspelen van 2004 in Athene, Griekenland werd de Duitser uitgeschakeld in de series van de 1500 meter vrije slag. Op de WK openwaterzwemmen 2004 in Dubai, Verenigde Arabische Emiraten werd hij wereldkampioen op de 10 kilometer en vierde op de 5 kilometer.

### 2005-heden
Op de WK zwemmen 2005 in Montreal, Canada veroverde Lurz de wereldtitel op de 5 kilometer en werd hij vice-wereldkampioen op de 10 kilometer. Op de EK zwemmen 2006 in Boedapest, Hongarije werd hij Europees kampioen op de 5 en de 10 kilometer, in het zwembad strandde de Duitser in de series van de 1500 meter vrije slag. Tijdens de WK openwaterzwemmen 2006 in Napels, Italië werd Lurz wereldkampioen op zowel de 5 als de 10 kilometer. In Helsinki, Finland, op de EK kortebaan 2006, eindigde hij als tiende op de 1500 meter vrije slag. Tijdens de WK zwemmen 2007 in Melbourne, Australië werd de Duitser opnieuw wereldkampioen op de 5 kilometer, daarnaast eindigde hij als tweede op de 10 kilometer. In het zwembad werd hij uitgeschakeld in de series van de 1500 meter vrije slag. Op de WK openwaterzwemmen 2008 veroverde Lurz, voor de vierde keer op rij, de wereldtitel op de 5 kilometer. Op de 10 kilometer legde hij beslag op de bronzen medaille. Tijdens de Olympische Zomerspelen van 2008 in Peking, China sleepte hij de bronzen medaille in de wacht, achter Maarten van der Weijden en David Davies. Op de EK openwaterzwemmen 2008 in Dubrovnik, Kroatië veroverde hij het goud op de 10 kilometer.
Tijdens de spelen van 2012 won Lurz de zilveren medaille achter de Tunesiër Oussama Mellouli.